# دانييلي دالا بونا
دانييلي دالا بونا (بالإيطالية: Daniele Dalla Bona)‏ (12 أغسطس 1983 بفاريزي في إيطاليا - ) هو لاعب كرة قدم إيطالي في مركز الوسط. لعب مع نادي برو باتاريا ونادي برو فيرتشيلي ونادي سيتاديلا ونادي فاريسي ونادي كاسالي ونادي مانتوفا ونادي مودينا وUS Massese 1919 ‏ وجونيور بييلا ليبرتاس وReal Vicenza VS ‏ وUC AlbinoLeffe ‏.

## روابط خارجية
- دانييلي دالا بونا على موقع قاعدة بيانات كرة القدم.إي يو (الإنجليزية)
- دانييلي دالا بونا على موقع Soccerway.com (الإنجليزية)
- دانييلي دالا بونا على موقع عالم كرة القدم.نت (الإنجليزية)